# Petljakov VI-100
Petljakov VI-100 (Visotnij Istrebitel – "visokovišinski lovec") je bilo prototipno lovsko letalo, ki so ga razvili v Sovjetski zvezi v poznih 1930-ih. Načrtovalno ekipo je vodil Vladimir Petljakov

## Specifikacije
- Posadka: 2
- Dolžina: 12,6 m (41 ft 4 in)
- Razpon kril: 17,16 m (56 ft 3⅔ in)
- Površina kril: 40,50 m2 (436 ft2)
- Gros teža: 7260 kg (16005 lb)
- Motor: 2 × Klimov M-105 + TK-2, 783 kW (1050 KM) vsak

- Največja hitrost: 535 km/h (332 mph)
- Dolet: 1400 km (870 milj)
- Višina leta (servisna): 12200 m (40000 ft)
- Hitrost vzpenjanja: 1225 m/s (2412 ft/min)

- Oborožitev:
- 2 x 20mm ŠVAK top v nosu
- 2 x 7.62mm ŠKAS strojnici v nosu
- 1 x 7.62mm ŠKAS strojnica v zadnjem sedežu
- 2 x FAB-100, FAB-200 ali FAB-500 bombe